# گاه‌شماری هجری خورشیدی حسابی
گاه‌شماری هجری خورشیدی حسابی الگوریتمی است که برای محاسبه دقیق آغاز، تقسیمات و کبیسه‌گیری گاه‌شماری هجری خورشیدی یا گاه‌شماری جلالی تدوین می‌شود.
یکی از گاه‌شماری‌های حسابی توسط احمد بیرشک ارائه شده‌است و در کنار گاه‌شماری رسمی ایران مشهور بوده و بعلت خطی بودن کاربرد آن آسانتر است. این تقویم با توجه به زیردوره‌ها و دوره‌های میانی تقویم جلالی و تکمیل آن در قالب یک دوره بزرگتر ۲۸۲۰ ساله ایجاد شده‌است. دوره بزرگ مذکور ابتدا توسط ذبیح بهروز محاسبه، کشف و پیشنهاد داده شد آنگاه توسط احمد بیرشک دوره‌های میانی آن تعریف شد و مدون گردید.
دیگر گاهشماری حسابی گاهشماری حسابی رایانه‌ای است که توسط موسی اکرمی تدوین شده‌است.
هر دوی تقویم‌های فوق با تقویم رسمی ایران در محاسبات سالهای کبیسه اختلاف دارند و در نتیجه در عمل قابل استفاده نیستند. الگوریتم‌های ساده‌تری که فقط یک دورهٔ ۳۳ ساله دارند برای مدت بیشتری با تقویم رسمی ایران تطابق خواهند داشت. بر اساس محاسبات مرکز تقویم مؤسسهٔ ژئوفیزیک دانشگاه تهران که مرجع رسمی تقویم ایران است، از سال ۱۲۰۶ تا ۱۴۹۸ هجری شمسی، همهٔ دوره‌های تقویم رسمی ایران ۳۳ ساله هستند.

## گاهشماری حسابی بهروز-بیرشک
طبق کبیسه‌های پیشنهاد شده از جمله زیج ایلخانی تقویم جلالی دارای یک دوره ۱۲۸ ساله با جمعاً ۳۱ روز کبیسه‌است. هر دوره کبیسه گیری ۱۲۸ ساله شامل یک زیرْدورهٔ ۲۹ ساله و سه زیردوره ۳۳ ساله‌است؛ که هر زیرْدوره یک کبیسه با فاصله پنج ساله در آغاز، پیش از کبیسه‌های چهارساله دارد. بدنبال دوره‌های تقویم جلالی کبیسه گیری پیشنهادی ذبیح بهروز دوره بزرگ ۲۸۲۰ ساله وجود دارد که مورد توجه احمد بیرشک نیز قرار گرفته و میاندوره‌های آن را نیز نظم بخشید و تدوین کرد. در طی این دوره بزرگ ساعت تحویل سال تکرار می‌شود؛ و شامل ۲۲ دوره ۱۲۸ ساله سابق جلالی بعلاوه یک کبیسه چهارسالی در پایان دوره بزرگ است. در این شیوه سال خورشیدی ۳۶۵٬۲۴۲۱۹۸۵۸ روز و میزان دقت آن یک روز در هر ۴٬۷۶۱٬۹۰۵ سال می‌باشد. این دوره جامعترین کبیسه گیری سال خورشیدی می‌باشد. دوره پیش با احتساب سال صفر سال‌های (۲۳۴۵- تا ۴۷۴) می‌باشد. دوره اخیر سال‌های (۴۷۵ تا ۳۲۹۴) می‌باشد. تحویل سال آغاز هر دوره (مانند:۴۷۵) در لحظه ظهر (مرز تحویل سال) می‌باشد و سال پایانی (مانند:۳۲۹۴) کبیسه‌است.
| جدول اعداد تعیین کننده کبیسه «تقویم حسابی بهروز-بیرشک» در یک زمانبندی ۵۶۴۰ ساله |
| --- |
| الف: برای سال‌های مثبت: ۰ – ۴ – ۸ – ۱۲ – ۱۶ – ۲۰ – ۲۴ (۲۵) – ۲۹ – ۳۳ – ۳۷ – ۴۱ – ۴۵ – ۴۹ – ۵۳ – ۵۷ (۵۸) – ۶۲ – ۶۶ – ۷۰ – ۷۴ – ۷۸ – ۸۲ – ۸۶ – ۹۰ (۹۱) – ۹۵ – ۹۹ – ۱۰۳ – ۱۰۷ – ۱۱۱ – ۱۱۵ – ۱۱۹ (۱۲۰) – ۱۲۴   |
| ب: برای سال‌های منفی دوره پیش با احتساب سال صفر: ۰ – ۴ – ۸ – ۱۳–۱۷ – ۲۱ – ۲۵ – ۲۹ – ۳۳ – ۳۷ – ۴۲ – ۴۶ – ۵۰ – ۵۴ – ۵۸ – ۶۲ – ۶۶ – ۷۰ – ۷۵ – ۷۹ – ۸۳ – ۸۷ – ۹۱ – ۹۵ – ۹۹ – ۱۰۳ – ۱۰۸ – ۱۱۲ – ۱۱۶ – ۱۲۰ – ۱۲۴ |

برای دوره ۲۸۲۰ سال اخیر از سال ۴۷۴ تا ۳۲۹۳ هجری خورشیدی چنانچه در نتیجه تقسیم سال موردنظر بر عدد ۱۲۸ یکی از اعداد جدول فوق باقی‌مانده باشند آن سال کبیسه خواهد بود. برای دوره پیش، از سال ۲۳۴۶- تا سال ۴۷۳ هجری خورشیدی اعداد داخل (دوکمان) با یک شماره بیشتر نسبت به عدد قبل به‌جای آن به عنوان باقی‌مانده ملاک خواهد بود. (بعلت وجود شکاف در پایان هر دوره، دورهٔ محاسبه کبیسه با دورهٔ اصلی یکسال تفاضل خواهد داشت)
برای نمونه می‌خواهیم بدانیم سال ۱۳۹۱ کبیسه‌است یا نه؟
آنرا بر ۱۲۸ تقسیم می‌کنیم که حاصل قسمت عدد ۱۰ و باقی‌مانده که ملاک تعیین کبیسه‌است عدد ۱۱۱ می‌باشد که با توجه به ردیف الف جدول عددی فوق که ۱۱۱ را دارد سال ۱۳۹۱ سالی کبیسه‌است.

## گاهشماری حسابی رایانه‌ای
این گاهشماری حسابی که بوسیله موسی اکرمی تدوین شده، به همین نام به عنوان جامعترین و دقیقترین تقویم خورشیدی ممکن معرفی شده‌است. این تقویم مانند تقویم حسابی بیرشک دارای یک دوره حسابی ۲۸۲۰ ساله و تا حدودی با میان دوره‌های مشابه می‌باشد ولی میان دوره‌های میانی آن نیز با محاسبه ریاضی رایانه‌ای منظم و تدوین شده‌است نه مانند تقویم بیرشک به صورت صرفاً قراردادی. دوره کبیسه گیری محاسبه شده از قرار زیر است:
برای آنکه بدانیم بر اساس شیوه رایانه‌ای یک سال کبیسه‌است یا نه کافی است سال مورد نظر را با مقدار ثابت ۲۳۴۶ جمع کنیم و آن را در عدد ثابت ۲۴۲۱۹۸۵۸۱۵۶/. ضرب کنیم. (عدد ثابت ۲۴۲۱۹۸۵۸۱۵۶/. از تقسیم ۶۸۳ (تعداد سال‌های کبیسه در بازه زمانی ۲۸۲۰ ساله) بر عدد ثابت ۲۸۲۰ (بازه زمانی مورد محاسبه) به‌دست می‌آید) برای مثال برای سال ۱۳۹۱:
درصورتیکه جزء اعشاری محاسبه فوق (در این مثال۰۹۶۰۹۹۲۹۱/.)، از عدد ثابت ۰/۲۴۲۱۹۸۵۸۱۵۶ کمتر باشد (مانند مثال فوق) آن سال کبیسه خواهد بود. عدد صحیح حاصل نماینده تعداد کبیسه از آغاز یک دوره نجومی است. برای سال‌های منفی وجود سال صفر فرض شده‌است و این رابطه برای سال ۲۳۴۶- به بعد می‌باشد.